# Церква Пресвятої Трійці (Нижбірок)
Церква Пресвятої Трійці в Нижбірку — парафія і храм греко-католицької громади Копичинецького деканату Бучацької єпархії Української греко-католицької церкви в селі Нижбірок Чортківського району Тернопільської области.
Оголошена пам'яткою архітектури місцевого значення (охоронний номер 1869).

## Історія церкви
У давнину парафіяльна церква, що знаходилася в частині села, званій Кут, була невеликою та дерев'яною. Коли вона почала руйнуватися, вирішили побудувати нову. Сьогодні біля церкви стоїть стара дерев'яна дзвіниця, збудована без жодного цвяха, лише на дерев'яних кілках.
У 1697 році церкву відновили на так званому Передмісті, використавши освячений фундамент старого храму та господарський будинок, наданий паном Гольфнаком. Відтоді парафія і храм належали до Української Греко-Католицької Церкви. У 1897 році церкву реконструювали.
До 1946 року парафія і церква були греко-католицькими. У 1946–1994 роках вони належали до РПЦ. У 1994 році за ініціативи о. Олега Маліброли та з одностайної згоди прихожан парафія повернулася в лоно УГКЦ.
У 2004–2007 роках храм був суттєво реконструйований, а парафіяни збудували нову дзвіницю.
28 травня 2007 року оновлений храм, іконостас, престол, кивот та тетрапод освятив владика Іриней Білик.
У 2011 році під час канонічної візитації Апостольський Адміністратор Бучацької єпархії Дмитро Григорак освятив Хресну дорогу навколо церкви.
У 2012 році біля храму спорудили фігуру Воскресіння Христового, а наприкінці 2013 року під старою дзвіницею змонтували Різдвяну шопку.
На парафії діють:
- братство «Шанувальників Пресвятого Серця Ісусового»
- спільнота «Матері в молитві»
- Вівтарна дружина

## Парохи
- о. Стадник,
- о. Темніцький,
- о. Лука Січинський (дід Мирослава Січинського),
- о. Антон Шанковський (1887—?, помер у 1915),
- о. Северин Шанковський (1915—1941),
- о. Антонів,
- о. Василь Павлик (1952—1982),
- о. Олег Маліброла (1982—1996),
- о. Методій Бачинський (1996—2000),
- о. Богдан Барицький (2000—2005),
- о. Володимир Стадник — (з 2005 і до сьогодні).